# Cecil Purdy
Cecil John Seddon Purdy (ur. 27 marca 1906 w Port Said, zm. 6 listopada 1979 w Sydney) – australijski szachista i dziennikarz, pierwszy mistrz świata w szachach korespondencyjnych.

## Życiorys
Urodził się w Egipcie. Jego rodzina przeprowadziła się później do Nowej Zelandii, by ostatecznie osiedlić się na Tasmanii.
Szachową karierę rozpoczął w wieku 16 lat, po pewnym czasie poświęcając się jej całkowicie jako szachista i dziennikarz. Do sukcesów Cecila Purdy'ego w grze klasycznej należały zwycięstwa w mistrzostwach Nowej Zelandii (1924) oraz Australii (czterokrotnie, w latach 1935, 1937, 1949 i 1951). W roku 1960 zwyciężył w eliminacyjnym turnieju strefy wschodnioazjatyckiej, ale w barażu o awans do turnieju międzystrefowego przegrał z Manuelem Aaronem, nie uzyskując kwalifikacji do dalszych rozgrywek. Dwukrotnie (w latach 1970 i 1974) reprezentował narodowe barwy na szachowych olimpiadach.
Największe sukcesy osiągnął jako gracz korespondencyjny. W latach 1937 i 1948 dwukrotnie triumfował w mistrzostwach Australii, natomiast w roku 1953 zwyciężył w pierwszych mistrzostwach świata, otrzymując tytuł arcymistrza szachów korespondencyjnych.
Od roku 1929 był redaktorem Australian Chess Review, a od 1946 - Chess World. Napisał kilka książek o tematyce szachowej, m.in. How Euwe won (1936), The Return of Alekhine (1938), Among these Mates (1939, pod pseudonimem Chielamangus), A guide to Good Chess (1950), jak również wiele artykułów publicystycznych.
Aż do samej śmierci czynnie uczestniczył w szachowych turniejach. W październiku 1979 roku wystąpił w Sydney (w turnieju zwyciężyli Raymond Keene i Ian Rogers), zajmując z wynikiem 3 pkt (w 10 partiach) ostatnie miejsce. Jednym z jego najbardziej znanych powiedzeń było „Końcówki pionkowe są w szachach tym, czym wbicie piłki do dołka w golfie” (ang. Pawn endings are to chess as putting is to golf). Zmarł przy szachownicy wypowiadając słowa: „Mam wygraną, ale zajmie to chwilę...” (ang. I have a win, but it will take some time).
Syn Cecila Purdy, John (ur. 1935), jest również znanym szachistą, m.in. byłym dwukrotnym mistrzem Australii (w latach 1955 i 1963).